# Leistes
Genre
Leistes est un genre d'oiseaux de la famille des Icteridae.

## Répartition
Les espèces du genre Leistes se rencontrent en Amérique du Sud.

## Liste des espèces
Selon la classification de référence du Congrès ornithologique international (19 mai 2024) :
- Leistes militaris (Linné, 1758) — Sturnelle militaire
- Leistes superciliaris (Bonaparte, 1850) — Sturnelle à sourcils blancs
- Leistes bellicosa (De Filippi, 1847) — Sturnelle du Pérou
- Leistes defilippi (Bonaparte, 1850) — Sturnelle des pampas
- Leistes loyca (Molina, 1782) — Sturnelle australe

## Classification
Le nom valide complet (avec auteur) de ce taxon est Leistes Vigors, 1825,
.
Leistes a pour synonyme :
- Hylike Gistl, 1848

### Publication originale
- (en) N. A. Vigors, « Sketches in Ornithology; or Observations on the leading Affinities of some of the more extensive groups of Birds », The Zoological Journal, Londres, vol. 2, no 6,‎ juillet 1825, p. 182-197 (lire en ligne, consulté le 19 mai 2024).